# نادي الجيل موسم 2013–14
شاركَ نادي الجيل في دوري الدرجة الأولى السعودي 2013–14 حيثُ خاض 30 مباراةً نجحَ خلالها في حصدِ 40 نقطة وهو ما مكّنه من احتلالِ المركز الحادي عشر في جدول ترتيب الدوري خلف نادي أبها الذي حلَّ عاشرًا بـ 39 نقطة بفارقِ نقطة وحيدة عن النادي الأحسائي، ثمّ نادي الباطن الذي حلَّ تاسعًا برصيد 40 نقطة.

## نظرة عامّة
| المنافسة                   | أول مباراة                 | آخر مباراة                 | الدور الافتتاحي | المركز النهائي    | السجل | السجل | السجل | السجل | السجل | السجل | السجل | السجل   |
| المنافسة                   | أول مباراة                 | آخر مباراة                 | الدور الافتتاحي | المركز النهائي    | لعب   | ف     | ت     | خ     | له    | عليه  | ف.أ.  | الفوز % |
| -------------------------- | -------------------------- | -------------------------- | --------------- | ----------------- | ----- | ----- | ----- | ----- | ----- | ----- | ----- | ------- |
| دوري الدرجة الأولى السعودي | 31 آب/أغسطس 2013           | 04 نيسان/أبريل 2014        | الجولة الأولى   | المركز الحادي عشر | 30    | 8     | 14    | 8     | 37    | 42    | −5    | 026٫67  |
| كأس ولي العهد              | 02 كانون الأول/ديسمبر 2013 | 02 كانون الأول/ديسمبر 2013 | دور الـ 32      | دور الـ 32        | 1     | 0     | 0     | 1     | 3     | 4     | −1    | 000٫00  |
| المجموع                    | المجموع                    | المجموع                    | المجموع         | المجموع           | 31    | 8     | 14    | 9     | 40    | 46    | −6    | 025٫81  |

المصدر: المنافسات

### حصيلة النتائج
| الفريق ╲ الجولة | 1 | 2 | 3 | 4 | 5 | 6 | 7 | 8 | 9 | 10 | 11 | 12 | 13 | 14 | 15 | 16 | 17 | 18 | 19 | 20 | 21 | 22 | 23 | 24 | 25 | 26 | 27 | 28 | 29 | 30 |
| --------------- | - | - | - | - | - | - | - | - | - | -- | -- | -- | -- | -- | -- | -- | -- | -- | -- | -- | -- | -- | -- | -- | -- | -- | -- | -- | -- | -- |
| نادي الجيل      | L | L | W | D | D | D | D | D | D | W  | L  | W  | D  | D  | L  | D  | W  | W  | D  | D  | D  | W  | D  | W  | L  | D  | W  | L  | L  | L  |

### ملخص النتائج
| شامل | شامل | شامل | شامل | شامل | شامل | شامل | شامل | على أرضه | على أرضه | على أرضه | على أرضه | على أرضه | على أرضه | خارج أرضه | خارج أرضه | خارج أرضه | خارج أرضه | خارج أرضه | خارج أرضه |
| لعب  | ف    | ت    | خ    | أ.ل  | أ.ع  | ف.أ  | ن    | ف        | ت        | خ        | أ.ل      | أ.ع      | ف.أ      | ف         | ت         | خ         | أ.ل       | أ.ع       | ف.أ       |
| ---- | ---- | ---- | ---- | ---- | ---- | ---- | ---- | -------- | -------- | -------- | -------- | -------- | -------- | --------- | --------- | --------- | --------- | --------- | --------- |
| 30   | 8    | 14   | 8    | 37   | 42   | −5   | 38   | 4        | 8        | 3        | 20       | 19       | +1       | 4         | 6         | 5         | 17        | 23        | −6        |

## الدوري

### معلومات عامّة
بداية الموسم
بدأ الجيل مشواه في دوري الدرجة الأولى السعودي عبر خسارةٍ على أرضيّةِ ملعبه أمام نادي الرياض بهدفٍ نظيفٍ، ثم أخفقَ في الجولة الثانيّة تواليًا حينما سُحق على يدِ نادي الباطن بخمسة أهدافٍ في مقابل واحد في المباراة التي أُقيمت على ملعب نادي الباطن في مدينة حفر الباطن. استفاقَ الجيل في الجولة الثالثة فتمكّن من العودةِ بانتصارٍ مهمٍ من مدينة جازان حينما تغلَّبَ على نادي حطين بهدفينِ مقابل واحد.
كان الجيلُ يأملُ في مواصلة انتصاراتهِ لكنّه اصطدم في الجولة الرابعة بنادي أحد الراغبِ هو الآخر في المنافسة على المراكز المُؤهِّلة لدوري المحترفين. أُقيمت المباراة على ملعب الأمير عبد الله بن جلوي في مدينة الأحساء في العشرين من أيلول/سبتمبر 2013 وانتهت بالتعادلِ الإيجابي بهدفين لمثلهما. فشل الجيل في الجولة الخامسة في تحقيقِ المطلوب فتعادلَ من جديدٍ على أرضيّة ملعبه ضدّ القادسية، ثمّ تلاها تعادلٌ هو الثالث توليًا في الجولة السادسة أمام الوطني بدون أهداف.
واصلَ الجيل سلسلة التعادلات فسقطَ في الفخّ ذاته على ميدانهِ أمام الوحدة حينما تعادل الفريقانِ سلبيًا. سافر النادي الأحسائي صوبَ مدينة الدمام لملاقاة الطائي هناك لعلّه يعودُ بنتيجةٍ إيجابيّة، فعاد بنقطة ثمينة جعلتهُ يحتفظ بمركز في منتصف الترتيب. استقبل الجيل في الجولة التاسعة نظيره الكوكب فانتهت المباراة بـ 2 – 2 ليكون بذلك هذا التعادل هو التعادل السادس للفريقِ تواليًا وهي أطول سلسلة تعادلات هذا الموسم. تمكّن الجيل أخيرًا في الجولة العاشرة من كسرِ سلسلة التعادلات تلك عبر انتصارٍ مهمٍ على حساب نادي الخليج بـ 3 – 2.
في عشر جولات لعبها الجيل، حقَّقَ انتصارين فقط وستّ تعادلات مقابل هزيمتين أيضًا جامعًا بذلك 12 نقطة.
منتصف الموسم
بدأ الجيل سلسلة مبارياتهِ العشرة في منتصف الدوري عبر خسارةٍ في مدينة الرس أمام الحزم بهدفين مقابل واحد، ثمّ انتفض في الجولة الثانيّة عشر حينما حقَّق العلامة الكاملة في مباراتهِ أمام نادي الدرعيّة في معقلِ هذا الأخير بالرياض بهدفينِ مقابل واحد. عاد الجيل لتضييع النّقاط حينما تعادل في الجولة الثانيّة عشر حينما تعادل سلبيًا ضدّ هجر مُضيّعًا بذلك نقطتان ثمينتانِ، ثم تعادل من جديدٍ لكنّ هذه المرة إيجابيًا (1 – 1) أمام الأنصار في المدينة المنورة في إطارِ مباريات الجولة الرابعة عشر.
سقطَ الجيل بشكلٍ مفاجئٍ في ملعبه أمام أبها في الجولة الخامسة عشر بهدفين مقابل صفر وهو ما جعلهُ يتراجع أكثر فأكثر في جدول ترتيب الدوري، ثمّ واصلَ الفريق الأحسائي تضييع النقاط حينما تعادل في الجولة السادسة عشر أمامَ نادي الرياض، قبل أن يكسر أخيرًا النحس الذي طاردهُ في مبارياتهِ الأخيرة حينما تغلّب في الجولة السابعة عشر على نادي الباطن بهدفٍ نظيفٍ مُعوّضًا قليلًا مما فقدهُ من قبلُ من النقاط.
تمكّن الجيل في الجولة الثامنة عشر من تحقيقِ انتصارٍ هو الثاني له على التوالي في الدوري – وهي أطول سلسلة انتصارات حقّقها الفريق في موسمهِ الكرويّ حينها – أمام نادي حطين بالدمام بأربعة أهداف مقابل اثنين. سُرعان ما عاد الجيل لنزيفِ النقاط حينما تعادلَ تعادلًا سلبيًا في الجولة التاسعة عشر أمام أحد، ثمّ أعقبهُ تعادل هو الثاني تواليًا أمامَ القادسيّة في الجولة العشرين بهدفٍ لمثله.
تمكّن الجيل من تحقيقِ ثلاث انتصاراتٍ وتعادلَ في خمس مبارياتٍ بينما هُزم في مبارتين وذلك في 10 جولات خاضها في منتصف الدوري، ناجحًا بذلك في حصدِ 14 نقطة من أصلِ 30 ممكنة.
نهاية الموسم
واصلَ الجيل سلسلة تعادلاتهِ المخيّبة وواصل معها إهدار النّقاط بعدما تعادلَ في الجولة الواحدة والعشرين أمام الوطني بـ 3 – 3 في الأحساء، وانتفضَ أخيرًا في الجولة الثانيّة والعشرين حينما فازَ خارج الديّار على حسابِ الوحدة بهدفين مقابل واحد، تلاها تعادلٌ هو الثالث عشر في الدوري أمام الطائي بهدفين لمثلهما.
عاد النادي الأحسائي لسكّة الانتصارات حينما فازَ في الجولة الرابعة والعشرين على حسابِ الكوكب في ملعبِ هذا الأخير بمدينة السيح، لكنّه سقطَ سقوطًا مدويًا في الجولة الخامسة والعشرين بـ 4 – 1 أمام نادي الخليج في سيهات. تعادلَ الجيل في الجولة السادسة والعشرين أمامَ الحزم في ملعب الأمير عبد الله بن جلويّ.
نجحَ نادي الجيل في الجولة السابعة والعشرين في الخروجِ بانتصارٍ مهمٍ في المباراة التي جمعتهُ بالدرعيّة، لكنّه دخل في دوامةٍ من النتائج السلبيّة جدًا حينما خسر آخر ثلاثِ جولاتٍ له في الدوري: كانت الخسارة الأولى في الجولة الثامنة والعشرين ضدّ النادي الأحسائي الآخر هجر بـ 2 – 1، ثم هُزم على يدِ الأنصار بهدفٍ نظيفٍ في الجولة المواليّة، قبل أن يسقط في الجولة الأخيرة أمامَ نادي أبها في مدينة أبها مُضيّعًا بذلك 9 نقاط ممكنة.
حقّق الجيل في آخر جولات الدوري ثلاث انتصاراتٍ ومثلها من التعادلات مقابل أربع هزائم وهو ما مكّنه من جمعِ 12 نقطة فقط.

### قائمة المباريات
هذه قائمةٌ بمباريات نادي الجيل في موسمهِ الكرويّ 2013–14 في دوري الدرجة الأولى السعودي:
| 31 أغسطس 2013 1 | الجيل | 0 – 1 | الرياض | الأحساء                              |
| 11:40           |       |       |        | الملعب: ملعب الأمير عبد الله بن جلوي |

| 14 سبتمبر 2013 2 | الباطن | 5 – 1 | الجيل | حفر الباطن               |
| 12:00            |        |       |       | الملعب: ملعب نادي الباطن |

| 14 سبتمبر 2013 3 | حطين | 1 – 2 | الجيل | جازان                             |
| 11:25            |      |       |       | الملعب: مدينة الملك فيصل الرياضية |

| 20 سبتمبر 2013 4 | الجيل | 2 – 2 | أحد | الأحساء                              |
| 12:20            |       |       |     | الملعب: ملعب الأمير عبد الله بن جلوي |

| 27 سبتمبر 2013 5 | الجيل | 1 – 1 | القادسية | الأحساء                              |
| 12:15            |       |       |          | الملعب: ملعب الأمير عبد الله بن جلوي |

| 04 أكتوبر 2013 6 | الوطني | 0 – 0 | الجيل | تبوك                                  |
| 11:35            |        |       |       | الملعب: ملعب الملك خالد بن عبد العزيز |

| 09 نوفمبر 2013 7 | الجيل | 0 – 0 | الوحدة | الأحساء                              |
| 11:35            |       |       |        | الملعب: ملعب الأمير عبد الله بن جلوي |

| 25 أكتوبر 2013 8 | الطائي | 1 – 1 | الجيل | الدمام                                            |
| 11:35            |        |       |       | الملعب: مدينة الأمير عبد العزيز بن مساعد الرياضية |

| 02 نوفمبر 2013 9 | الجيل | 2 – 2 | الكوكب | الأحساء                              |
| 14:30            |       |       |        | الملعب: ملعب الأمير عبد الله بن جلوي |

| 07 نوفمبر 2013 10 | الجيل | 3 – 2 | الخليج | الأحساء                              |
| 17:30             |       |       |        | الملعب: ملعب الأمير عبد الله بن جلوي |

| 16 نوفمبر 2013 11 | الحزم | 2 – 1 | الجيل | الرس               |
| 11:40             |       |       |       | الملعب: ملعب الحزم |

| 22 نوفمبر 2013 12 | الدرعية | 1 – 2 | الجيل | الرياض                                  |
| 12:00             |         |       |       | الملعب: استاد الأمير تركي بن عبد العزيز |

| 29 نوفمبر 2013 13 | الجيل | 0 – 0 | هجر | الأحساء                              |
| 11:25             |       |       |     | الملعب: ملعب الأمير عبد الله بن جلوي |

| 05 ديسمبر 2013 14 | الأنصار | 1 – 1 | الجيل | المدينة المنورة                                  |
| 12:20             |         |       |       | الملعب: مدينة الأمير محمد بن عبد العزيز الرياضية |

| 14 ديسمبر 2013 15 | الجيل | 0 – 2 | أبها | الأحساء                              |
| 12:15             |       |       |      | الملعب: ملعب الأمير عبد الله بن جلوي |

| 19 ديسمبر 2013 16 | الرياض | 1 – 1 | الجيل | الرياض                                  |
| 11:35             |        |       |       | الملعب: استاد الأمير تركي بن عبد العزيز |

| 09 نوفمبر 2013 17 | الجيل | 1 – 0 | الباطن | الأحساء                              |
| 11:35             |       |       |        | الملعب: ملعب الأمير عبد الله بن جلوي |

| 03 يناير 2014 18 | الجيل | 4 – 2 | حطين | الدمام                                            |
| 11:35            |       |       |      | الملعب: مدينة الأمير عبد العزيز بن مساعد الرياضية |

| 18 يناير 2014 19 | أحد | 0 – 0 | الجيل | المدينة المنورة                                  |
| 14:30            |     |       |       | الملعب: مدينة الأمير محمد بن عبد العزيز الرياضية |

| 24 يناير 2014 20 | القادسية | 1 – 1 | الجيل | الخبر                                      |
| 17:30            |          |       |       | الملعب: مدينة الأمير سعود بن جلوي الرياضية |

| 30 يناير 2014 21 | الجيل | 3 – 3 | الوطني | الأحساء                              |
| 11:40            |       |       |        | الملعب: ملعب الأمير عبد الله بن جلوي |

| 06 فبراير 2014 22 | الوحدة | 1 – 2 | الجيل | مكة                           |
| 12:00             |        |       |       | الملعب: ملعب الملك عبد العزيز |

| 13 فبراير 2014 23 | الجيل | 2 – 2 | الطائي | الأحساء                              |
| 11:25             |       |       |        | الملعب: ملعب الأمير عبد الله بن جلوي |

| 23 فبراير 2014 24 | الكوكب | 1 – 2 | الجيل | السيح                    |
| 12:20             |        |       |       | الملعب: ملعب نادي الكوكب |

| 28 فبراير 2014 25 | الخليج | 4 – 1 | الجيل | سيهات                    |
| 12:15             |        |       |       | الملعب: ملعب نادي الخليج |

| 07 مارس 2014 26 | الجيل | 1 – 1 | الحزم | الأحساء                              |
| 11:35           |       |       |       | الملعب: ملعب الأمير عبد الله بن جلوي |

| 13 مارس 2014 27 | الجيل | 2 – 1 | الدرعية | الأحساء                              |
| 11:35           |       |       |         | الملعب: ملعب الأمير عبد الله بن جلوي |

| 31 مارس 2014 28 | هجر | 2 – 1 | الجيل | الأحساء                              |
| 11:35           |     |       |       | الملعب: ملعب الأمير عبد الله بن جلوي |

| 29 مارس 2014 29 | الجيل | 0 – 1 | الأنصار | الأحساء                              |
| 14:30           |       |       |         | الملعب: ملعب الأمير عبد الله بن جلوي |

| 04 أبريل 2014 30 | أبها | 2 – 1 | الجيل | أبها                             |
| 17:30            |      |       |       | الملعب: ملعب سلطان بن عبد العزيز |

### إحصائيات
- سجّل الجيل 37 هدفًا (بمعدل 1.23 في كلّ مباراة) بينما تلقّت شباكه 42 هدفًا (بمعدل 1.4 في كل مباراة).
  - سجّل الجيل 20 هدفًا في المباريات التي خاضها على أرضيّة ملعبه بينما تلقَّى 19 هدفًا.
  - سجّل الجيل 17 هدفًا خارج دياره وتلقَّى في مقابل ذلك 23 هدفًا.
- خسر الجيل ثلاث مباريات على التوالي، من الجولة الثامنة والعشرين حتى الجولة الثلاثين والتي هي آخر جولةٍ في الدوري.
  - حقَّقَ الجيل انتصارينِ فقط على التوالي وذلك في الجولتينِ السابعة عشر والثامنة عشر.
- أكبر انتصارٍ حقّقه نادي الجيل في الموسم الكرويّ 2013–14 كان على حسابِ نادي حطين برباعيّة مقابل اثنينِ في الجولة الثامنة عشر من الدوري.
  - أكبر خسارة تعرّض لها الجيل في الدوري كانت في الجولة الثانيّة حينما سُحق على يدِ الباطن بخمسة أهداف مقابل واحد.

## كأس ولي العهد

### معلومات عامة
شاركَ نادي الجيل في كأس وليّ العهد 2013–14 لكنّه غادره مبكّرًا حيثُ أُقصي منذُ الجولة الأولى حينما خسر أمام نادي نجران بـ 4 – 3 في المباراة التي أُقيمت على ملعب الأمير عبد الله بن جلويّ والتي شهدت سبع أهدافٍ كاملة.

### قائمة المباريات
هذه هي المباراة الوحيدة التي شاركَ فيها نادي الجيل في إطار مباريات كأس وليّ العهد.
| 02 ديسمبر 2013 1 | الجيل | 3 – 4 | نجران | الأحساء                              |
| 16:00            |       |       |       | الملعب: ملعب الأمير عبد الله بن جلوي |

### إحصائيات
- خاض نادي الجيل مباراة واحدة فقط في مسابقة كأس وليّ العهد السعودي وقد خسرها لحسابِ نادي نجران
- سجّل الجيل 3 أهدافٍ في المباراة الواحدة التي لعبها، بينما تلقَّى أربع أهدافٍ من منافسهِ النجراني.